# Michel Montecrossa
Michel Montecrossa, Künstlername von Michael Klostermann (* 28. Oktober 1945 in Wien) ist ein deutscher Medien-Unternehmer, Buchautor, Musiker, Maler, Filmschaffender sowie Zukunfts- und Bewusstseinsforscher.

## Leben

### 1945–1968
Michael Klostermanns Vater, Kurt Klostermann, spielte in jungen Jahren Violine in Memphis, studierte nach seiner Rückkehr nach Europa Chemie und arbeitete danach als selbständiger Kunststoffkaufmann und Kunstsammler in der Schweiz und Deutschland. Michael Klostermanns Mutter Aimée Alker war bis zu ihrer Heirat Chorsängerin in Wien und arbeitete dann im Unternehmen ihres Mannes. Durch die künstlerische Aufgeschlossenheit seiner Eltern kam Klostermann von Anfang an mit Künstlern und Geschäftsleuten in Berührung und war zeitweise mit einer wandernden Künstlergruppe unterwegs. Durch das Selbststudium von Klavier, Gitarre und Mundharmonika hatte er mit zwölf Jahren erste öffentliche Auftritten. Außerdem sang er im Bayerischen Rundfunk als Mitglied des Kinderchors von Rudolf Kiermayer.
Ab 1962 erhielt er Musikunterricht (Klavier, Gesang, Gitarre und Grundlagen elektronischer Musik). Ab 1964 besuchte er die staatlich anerkannte Mal- und Zeichenschule München Studio von Waki Zöllner. Nach dem Abschluss der Mal- und Zeichenschule folgte ein zusätzliches Studium in Pädagogik und Psychologie. Parallel zu dem Besuch der Mal- und Zeichenschule studierte er bei privaten Lehrern Film- und Fototechnik sowie Philosophie.
1965 präsentierte er vom 14. bis 21. November im Jugendheim St. Konrad in Neuaubing eine umfassende Ausstellung von Malerei, Kunstobjekten und elektronischen Kompositionen („Klangbildern“). 1968 wurden seine Lichtobjekte und elektronische Musik vom 18. bis 31. Mai in der Galerie Kückels in Bochum ausgestellt und vorgeführt, gefolgt von einem zweitägigen Programm mit Lichtshow, Film und elektronischer Musik am 23. und 24. November 1968 im „Anderen Kino“ in der Westendstraße, München.

### 1968–1981
Nach seinem Studienabschluss arbeitete er als freiberuflicher Cartoon-Zeichner für den Moewig-Verlag, für den er die "Sternschnuppe"-Serie kreierte und als Übersetzer philosophischer und psychologischer Werke für den Fischer Taschenbuchverlag. Seine Gemälde wurden zusammen mit seinen elektronischen Klangbild-Kompositionen in verschiedenen Ausstellungen in Deutschland gezeigt. In diesem Zeitraum war er Mitgründer der Mandala-Künstlergruppe, die sich mit zukunftsorientierter Kunst beschäftigte.
Michel Montecrossa's künstlerisches und philosophisches Interesse brachte ihn 1968–1969 in Verbindung mit dem Werk des indischen Dichters und Philosophen Sri Aurobindo (1872–1950), der in Europa (hauptsächlich England) studierte und aufgewachsen war und nach seiner College-Zeit nach Indien zurückkehrte, um in seinem dichterischen und philosophischen Werk den humanistischen Geist Europas mit der indisch-asiatischen spirituellen Geistigkeit zu verbinden. In diesen Jahren begann Michel Montecrossa Gedichte zu veröffentlichen, u. a. in der Literaturzeitschrift "Der Leguan" von Gerhard Merz. Er beteiligte sich mit künstlerischen "Sens-Actions" an den Schwabinger Wochen und veröffentlichte Anfang 1969 seine symbolisch-surreale Erzählung "Die Stimme des Göttlichen und der erste Schritt". Michel Montecrossa begann zu dieser Zeit als Filmproduzent zu arbeiten und vollendete 1969 den Film "Das große Urbild", den er ähnlich dem Consciousness-Stream-Konzept von James Joyce gestaltete.
Ebenfalls 1968–1969 begann Michel Montecrossas Karriere als Sänger und Songwriter mit ersten Konzerten in München und später in Europa und Amerika. Sein Liederwerk wuchs bis in das 21. Jahrhundert auf mehr als 2000 Lied- und Instrumentalkompositionen und Texte an, die international aufgeführt wurden. Die erste Veröffentlichung von seinen Liedern war die 1968 erschienene LP "Lieder aus der anderen Zeit". Ab 1968 begann er sich in seinen Liedern verstärkt mit Fragen des Klimawandels und des Weltfriedens zu beschäftigen.

### Idee von Mirapuri als Friedensstadt (1969)
Ende 1969 kam er in persönlichen Kontakt mit der in Pondicherry, Südindien lebenden französischen Künstlerin und Bewusstseinsforscherin Mira Alfassa (1878–1973), der Lebensgefährtin von Sri Aurobindo. Nach einer Kulturreise durch Bulgarien, Türkei, Iran, Afghanistan und Pakistan kam Michel Montecrossa im November 1969 nach Pondicherry. Aufgrund des vorherigen schriftlichen Kontakts mit Alfassa konnte er sie nun bis 1973 regelmäßig zu Gesprächen, hauptsächlich über Kultur und Philosophie, besuchen. In dieser Zeit entstand gemeinsam mit ihr die Idee für "Mirapuri" als europäische Friedensstadt, die der Verwirklichung des Ideals menschlichen Geeintseins helfen soll. Montecrossas philosophisches Grundlagenwerk "The Sunrevolution" basiert auf seinen Gesprächen mit Mira Alfassa. In den folgenden Jahren kam Montecrossa in Kontakt mit einer Reihe philosophischer Persönlichkeiten wie Jean Gebser, dem Dalai Lama, Krishnamurti und Carl Friedrich von Weizsäcker. Mit letzterem führte er in den 1970er Jahren im Bayerischen Rundfunk zwei Gesprächssendungen unter Leitung von Dr. Udo Reiter.
In dieser Zeit schrieb er verschiedene Kinderbücher ("Vier Märchen der Liebe") und zeichnete Cartoons (u. a. "Sinus und der Erdgeist"). Musikalisch wandte er sich neben der Songmusik dem Komponieren von moderner, klassischer Instrumentalmusik zu, die er zum Teil mit Gedichtrezitationen verband. Im Bereich Filmproduktion war er vor allem dokumentarisch tätig und veröffentlichte u. a. einen Dokumentarfilm über den Besuch des Dalai Lama in Pondicherry.
Von 1969 bis 1981 lebte Michel Montecrossa vorwiegend in Auroville (Südindien), wo er als Kunstlehrer, Musiker, Filmschaffender und Autor arbeitete. Während dieser Zeit arbeitete er auch mit dem Musiker Sunil Bhattacharya als Co-Komponist, Produzent und E-Gitarrist im nahegelegenen Pondicherry zusammen. Mit ihm, der einer der Pioniere elektronischer Musik in Indien war, wurde er durch Mira Alfassa bekannt gemacht. In den Sommerferien war Michel Montecrossa für seine vielfältigen künstlerischen Tätigkeiten in Europa, wo er mit Unterstützung Alfassas die Filmaur Multimedia – Film- und TV-Produktionsfirma aufbaute. Alfassa übertrug ihm dann die Produktion der "Meditations on Savitri"-Filmserie, die sie als ihr Vermächtnis für die Welt bezeichnete. Die Serie ist eine Verfilmung des dichterischen Hauptwerkes Savitri von Sri Aurobindo auf der Grundlage von Zeichnungen und Beschreibungen von Mira Alfassa, verbunden mit ihren Rezitationen von Textstellen aus Savitri und ihrer Orgelmusik. Die Filmaur Produktionsfirma wurde nach ihrer Gründung am 24. April 1972 bald durch die Abteilungen Mira Sound Germany, Miraprint – Digital- und Offsetdruck sowie den Mirapuri-Verlag erweitert und ist heute die Filmaur Multimedia Germany. Zu der Zeit wirkte Michel Montecrossa auch in der Serie Ehen vor Gericht unter der Regie von Ruprecht Essberger als Darsteller mit und produzierte für das Schweizer Fernsehen eine Auroville-Dokumentation sowie den Dokumentarfilm "Meditation in Mahabalipuram".

### Entwicklung und  Aufbau  von Mirapuri (1971–1981)
Ab 1971 bildete sich ein an der Idee von Mirapuri interessierter Freundeskreis von Künstlern, Arbeitern und Unternehmern, der konkret begann, die Konzeption und Gründung von Mirapuri als Stadt des Friedens und des Zukunftsmenschen in Italien vorzubereiten. Dieser Freundeskreis bildete die Grundlage der Mirapuri-Freunde e.V. Die Mirapuri-Freunde verfolgten nun alle Schritte weiter, die, nach ersten Landkäufen und baulichen Maßnahmen, am 15. August 1978 zur Gründung von Mirapuri, nahe der Ortschaft Coiromonte in Norditalien (Via Monte Faló 8, 28011 Mirapuri-Coiromonte), und 1981 zu der Gründung von Miravillage als Zweigstelle von Mirapuri in Gauting (bei München), Deutschland führten. Im Miravillage, Danziger Str. 1, hat die Filmaur Multimedia seither ihren Geschäftssitz mit zusätzlichen Produktionsstudios in Mirapuri. Die Mirapuri-Freunde ermöglichten außerdem den Aufbau von "New Community", einem Gemeinschafts- und Kulturhaus in der Auroville-Siedlung Certitude. Dieses Haus war eines der letzten Projekte, das aus der Zusammenarbeit von Michel Montecrossa und Mira Alfassa entstanden ist. Als internationale Begegnungsstätte konzipiert, sollte es auch als Gästehaus für Mirapuri-Freunde dienen.
Michel Montecrossa leitete den Aufbau des New Community Zentrums bis zu seiner Fertigstellung und vollständigen Inbetriebnahme 1978 und begleitete vor Ort die kulturellen Aktivitäten in dem New Community Zentrum bis 1981.

### Leben in Mirapuri (1981–2010)
Seit 1981 lebt Michel Montecrossa hauptsächlich in Mirapuri, das inzwischen zu einer selbstständigen, demokratisch organisierten Gemeinschaft herangewachsen war. 1986 nahm er seinen Künstlernamen Michel Montecrossa an. Mit seinen künstlerischen und unternehmerischen Aktivitäten trägt er zum Wachstum von Mirapuri bei und setzt sich durch Vorträge und Vorlesungen für den Aufbau einer internationalen Bewusstseinsforschungs-Universität in Mirapuri ein. 1987 heiratete er die Künstlerin und Musikerin Mirakali, mit der er zwei Kinder hat.
Ab 1986 begann Montecrossa mit Filmproduktionen, die u. a. sein "Portrait", das Overground Musical "Living the Experience", die sechsteilige "Reality Rocker"-Serie und die Consciousness-Stream Musicals "Invisible Wall" und "The Resurrection Movie" umfasste. Er hat bis zum Beginn des 21. Jahrhunderts mehr als 2000 Lieder und symphonische Kompositionen geschrieben, die er in regelmäßigen Konzerten (ca. 40 pro Jahr) seit 1992 aufführt. Montecrossa ist in Zusammenarbeit mit Sony BMG auch ein Neuinterpret von Bob Dylans Songwerk. Andere Musiker, die u. a. von Michel Montecrossa neuinterpretiert wurden, sind Robert Johnson, Jimmie Rodgers, Woody Guthrie, Hank Williams, Johnny Cash, Elvis Presley, Freddy Quinn, Lonnie Donegan, Paul Anka, Robbie Robertson, Françoise Hardy, Kris Kristofferson, Led Zeppelin und Avril Lavigne. In seinen eigenen Liedern engagiert er sich zusammen mit seiner Band "The Chosen Few" (Mirakali, Diana Antara, Mirachandra, David Butterfield, Artis Aldschalis) für Frieden, Freigeist und Bewältigung des Klimawandels. Für die Olympiade 2008 in Peking schrieb er den Song "Believe in your Dream", der dort mit Unterstützung des Deutsch Olympischen Sportbunds im Leichtathletikstadion zur Aufführung kam. Für die Weltausstellung Expo 2008 in Saragossa schrieb er den Song "Water is Life" und produzierte einen Film dazu, der während der Dauer der Expo gezeigt wurde. Außerdem wurde in dieser Zeit sein Song "This World is My World" durch eine Werbekampagne der holländischen Tageszeitung AD bekannt gemacht. Während der Präsidentschaftskampagne von Barack Obama setzte sich Montecrossa für ihn in den Medien mit dem Song "New President" ein und erhielt dafür von ihm die Botschaft "Keep on moving with your saving message".

#### Schaffen
- Das literarische Werk von Michel Montecrossa umfasst mehr als 40 Hauptwerke in den Bereichen Dichtung, Songlyrik, Erzählungen, Romane, Philosophie und Kunst. Neben dem englischsprachigen "The Sunrevolution" sind "Mirapuri und die Philosophie des spirituellen Realismus" sowie eine mehrbändige Mirapuri-Dokumentation weitere Grundlagenwerke für das Denken und Weltverständnis von Michel Montecrossa. 2001 veröffentlichte er den Roman "Tarana und die Insel der Unsterblichkeit" in Deutsch und Englisch.
- Die Filmografie Montecrossas umfasst mehr als 40 Produktionen in Kurzfilm- und Spielfilmlänge. Die Hauptcharakteristik seiner Filme ist der Stream of Consciousness-Stil. Seine Filmgenres umfassen Dokumentarfilm, meditativer Film, Sci-Fi-Action und Consciousness-Stream-Musicals.

In jüngerer Zeit beschäftigt sich Michel Montecrossa mit dem Bereich heilender Wellnessmusik und sakraler Musik. Sein groß angelegtes, mehrstündiges Wellnesswerk "Sound and Soulworld Cybersymphony" hatte am 10. November 2007 während des Liquid Sound Festivals in der Toskana Therme, Bad Sulza Premiere. Sein sakrales Hauptwerk "The Jesus Symphony", an dem er mehrere Jahre gearbeitet hatte, wurde am 14. November 2009 in der St.-Martin-Kirche Lagerlechfeld, Deutschland uraufgeführt.
2010 brachte Montecrossa die Produktion seines Musicals "House of Time" zum Abschluss, die er im Mai 2009 in Paris begonnen hatte. Durch Einladung des Programmdirektors Ph. D. Igor Neshcheret vom Organization committee of Interuniversity UNESCO Chair of Philosophy of Human Communication (Kharkov, Ukraine) wurde Montecrossas Musical Going To The Spirit Of Woodstock-Festival In Mirapuri im 'Bommer Cinema' in Kharkov am 17. November 2010 uraufgeführt.

### Künstlerische Entwicklungen ab 2011
Ab 2011 entwickelte Michel Montecrossa verstärkt seine malerische und zeichnerische Tätigkeit, die seither durch Ausstellungen in Mirapuri, Italien und in der New Art Gallery des Filmaur Multimedia Haus in Deutschland fortschreitend dokumentiert werden. (z. B. die Jahresausstellung mit dem Titel ’Intensity’, die von 2014 bis 2015 im Omnidiet Resort and Business Hotel von Mirapuri 106 Gemälde und Zeichnungen präsentierte sowie die Jahresausstellung mit dem Titel ’Creation’, die ebenfalls von 2014 bis 2015 in der New Art Gallery des Filmaur Multimedia Haus in Gauting, Deutschland 223 Gemälde und Zeichnungen der Öffentlichkeit vorstellte). Parallel zu dieser künstlerischen Arbeit entfaltete Michel Montecrossa besonders sein New-Topical-Song Schaffen. In seinen New-Topical-Songs bezieht Michel Montecrossa kontinuierlich Stellung zu aktuellen Fragen des Weltgeschehens im Sinne der Völkerverständigung, der Förderung des Weltfriedens und des Ideals einer geeinten Menschheit.
Im filmischen Bereich produzierte Michel Montecrossa zahlreiche Dokumentationen seiner Konzerte sowie die Fortsetzung der Filmserie ‘The House Of Time’ und die Director’s Cut Extended Version der ‘Reality Rocker 21 Movie Series’.
Wichtige Buch Erscheinungen waren bis 2015 unter anderem das ‘Love & Unity Song Lyrics Buch’ (Eine Kollektion von 88 New-Topical-Songs), ‘Wege Des Menschen’ (Zwei aktuelle und zukunftsweisende Vorträge und ein Essay von Michel Montecrossa über sein Leben und Werk sowie über Bewusstwerdung und Bewusstseinsforschung in einer Zeit weltweiter Krisen und dem Verlangen nach einer neuen Menschlichkeit), ‘Der Yogi Sri Aurobindo zu Transformation und Spiritueller Evolution’, ‘Paintings & Drawings Vol. I und II’ (Zwei Kunstbücher mit insgesamt 379 Reproduktionen von Michel Montecrossa Gemälden und Zeichnungen aus verschiedenen Schaffensperioden von 1956 bis 2013). Die Gemälde und Zeichnungen von Michel Montecrossa von 2013 bis 2015 sind in den Katalogen zu den ‘Intensity’ und ‘Creation’ Kunstausstellungen mit insgesamt 329 Reproduktionen dokumentiert. Die laufenden Entwicklungen des künstlerischen Schaffens von Michel Montecrossa in den Bereichen Musik, Malerei, Film, Literatur, Vorträgen, und Konzerten können kontinuierlich auf seiner Homepage www.MichelMontecrossa mitverfolgt werden.

## Diskografie (Auswahl)
| - Atmosphere (1986) - Freiheit (1986) - Girl (1986) - Something's Crushin' In (2006) - Michel Montecrossa Unplugged (2006) - Urvasie Teil I-X (2006) - Shall We Go To War Again? (2007) - Sweet Earth - Save The Climate Of Our Earth #1 (2007) - The Soulworld Cybersymphony Part 1&2 (2007) - Jesus Symphony (2009) - vollständige Konzertaufzeichnungen (ab 1993) - Neujahrsmusiken, ab 1981. | - Power-Collection Vol. 1-12 (1966–1996) - Reality Rocker, 6 Audio-CD Box (1993) - SUNRAY REVOLUTION Peace & Climate Change Song Collection 2008 (2008), 6 Audio-CD Box - Michel Montecrossa's Michel & Bob Dylan Fest 2009 (2009), 6 CD-Box mit 4 Konzert Audio-CDs & 2 Movie DVDs - Spirit of Woodstock-Festival, CDs ab 1993. |

## Schriften (Auswahl)
- Auroville – Stadt des Zukunftsmenschen. Fischer Taschenbuch Verlag, Frankfurt am Main, Februar 1976, ISBN 3-436-02254-3.
- Die Sonnenrevolution. Fischer Taschenbuch Verlag, 1980, ISBN 3-596-23380-1.
- Vier Märchen der Liebe. Mirapuri-Verlag, 1984, ISBN 3-922800-14-9.
- Venasha. Mirapuri-Verlag, 1986, ISBN 3-922800-26-2.
- Sri Aurobindo und Die Mutter - Leben und Werke. Mirapuri-Verlag, 1988, ISBN 3-922800-22-X.
- Jesus und das Licht der Neuen Welt. Mirapuri-Verlag, 1991, ISBN 3-922800-38-6.
- Mirapuri – Stadt des Friedens und des Zukunftsmenschen in Europa. Band I, Mirapuri-Verlag, 2001, ISBN 3-922800-72-6.
- Tarana und die Insel der Unsterblichkeit. Mirapuri-Verlag, 2001, ISBN 3-922800-73-4.
- MIRAPURI the City of Peace and Futureman in Europe, Italy and the SUNREVOLUTION. Mirapuri-Verlag, 2003, ISBN 3-922800-76-9.
- Cyberbeat Poetry and Image Power. Mirapuri-Verlag, 2004, ISBN 3-922800-85-8.
- Words of Love and Hope. Mirapuri-Verlag, 2004, ISBN 3-922800-82-3.
- Song Lyrics #1. Mirapuri-Verlag, 2005, ISBN 3-922800-83-1.
- Sunmessages. Mirapuri-Verlag, 2005, ISBN 3-922800-93-9.
- Mirapuri And The New Consciousness. Mirapuri-Verlag, 2006, ISBN 3-86710-003-9.
- Mirapuri und die Philosophie des Spirituellen Realismus. Mirapuri-Verlag, 2007, ISBN 978-3-86710-041-0.
- Song Lyrics #2. Mirapuri-Verlag, 2007, ISBN 978-3-86710-045-8.
- Sunray Revolution. Mirapuri-Verlag, 2008, ISBN 978-3-86710-046-5.

## Filmografie (Auswahl)
| - 1969: Das Grosse Urbild/The Great Archetype - 1973: Visit of the Dalai Lama in Pondicherry and Auroville - 1973: Meditations On Savitri - 1974: Meditation in Mahabalipuram - 1988: Living The Experience - 2002: Mirapuri - City of Peace and Future Man in Europe, Italy and Miravillage, the first satellite of Mirapuri in Germany - 2002: Living The Experience (digitally remastered) - 2003: Reality Rocker Part One: 'New Day' - 2003: Reality Rocker Part Two: 'Churches Are In Flames And The Supermarkets Too' - 2003: Reality Rocker Part Three: 'World Of Man Creature' - 2004: Reality Rocker Part Four: 'Nothing Has The Power To Make A Fool Of You' - 2004: Portrait Of A Cyberrocker Part I: Like An Awakening Breeze | - 2004: Portrait Of A Cyberrocker Part II: The U.F.O. Landed - 2004: Das Grosse Urbild/The Great Archetype (digitally remastered) - 2005: Meditations On Savitri (Director’s Cut, digitally remastered), DVD-Serie in 12 Teilen - 2006: Reality Rocker Part Five: 'Young Dream' - 2007: Reality Rocker Part Six: 'The Man' - 2007: Michel Montecrossa & His Superchicks – Couch Party at MTV - 2007: Going to the Spirit of Woodstock-Festival in Mirapuri, Italy - 2008: The Invisible Wall - 2009: The Resurrection Movie - 2009: The Jesus Symphony Concert - 2010: The House of Time |